# Pic de Nahouri
Der Pic de Nahouri ist ein Inselberg südlich der Stadt Pô in Burkina Faso. Er ist 447 m hoch. Ein Gebiet von 836 ha rund um den Berg ist seit 1938 als Forêt Classée du Pic de Nahouri unter Naturschutz gestellt, außerdem ist der Pic de Nahouri ein lokales Naturheiligtum. Vom Pic de Nahouri hat man gegen Süden einen Blick bis nach Ghana.

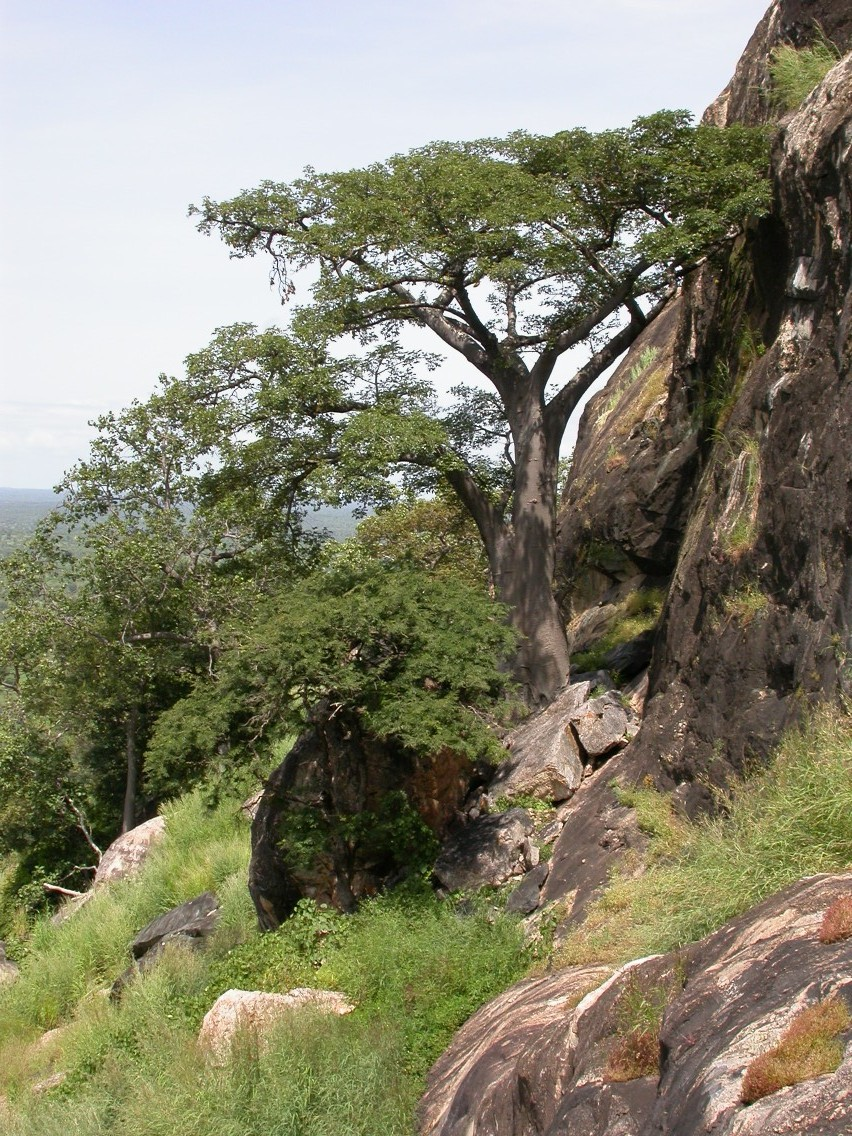
Der Pic de Nahouri, nahe dem Gipfel

Seit 2009 findet jährlich ein Halbmarathon von Pô auf den Gipfel statt.